# Les Charmontois
Les Charmontois é uma comuna francesa na região administrativa do Grande Leste, no departamento de Marne. Estende-se por uma área de 14.65 km², e possui 118 habitantes, segundo o censo de 2018, com uma densidade de 8.1 hab/km².